# إدو رولدان
إدو رولدان (بالإسبانية: Edu Roldán) هو لاعب كرة قدم إسباني في مركز الوسط، ولد في 13 سبتمبر 1977 في فيتوريا-غاستيز في إسبانيا. لعب مع أوريرا فيتوريا وريال يونيون ونادي إيبار ونادي سمورة ونادي هويسكا.

## وصلات خارجية
- إدو رولدان على موقع قاعدة بيانات كرة القدم.إي يو (الإنجليزية)